# Assemblée des États de l'électorat de Hesse

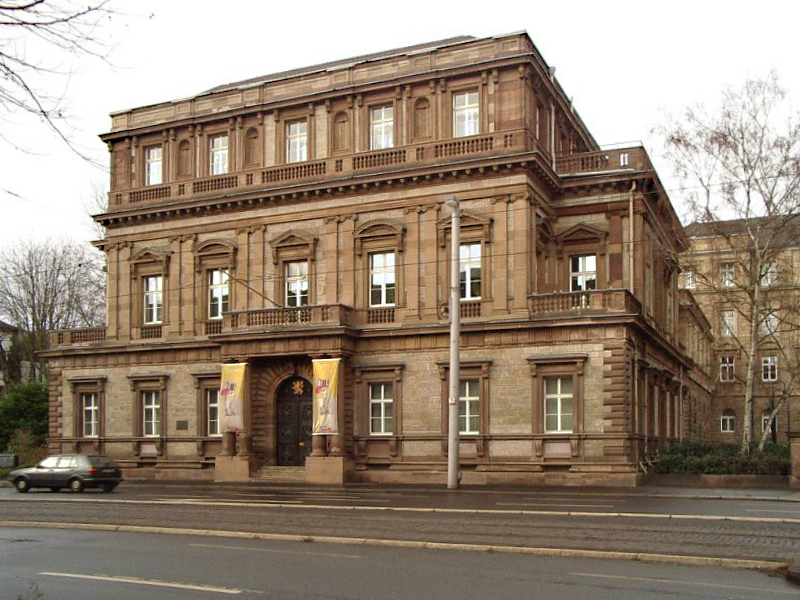
Maison des États à Cassel

L'Assemblée des États de l'électorat de Hesse est formée après les troubles de 1830 la même année que l'Assemblée constituante des États pour discuter et adopter une constitution. La constitution est entrée en vigueur en 1831. L'assemblée existe jusqu'à l'annexion de l'État par la Prusse en 1866. Depuis 1836, elle est basée dans la Maison des États (de) à Cassel.

## Débuts
Dans le landgraviat de Hesse-Cassel, les États du landgraviat de Hesse (de) subsistent formellement, même s'ils n'ont plus d'importance. Dans l'Électorat restauré de Hesse, le prince électeur Guillaume Ier déclare en 1813 que toutes les décisions prises dans le royaume de Westphalie sont nulles et non avenues. Sur le plan juridique, il fallait revenir à la situation de 1805. Ainsi prend fin l'existence des États impériaux du royaume de Westphalie. Cependant, le prince électeur refuse de rétablir les États du landgraviat de Hesse. Au lieu de cela, il convoque par brevet du 27 décembre 1814 un parlement d'État pour le 1er mars 1815. Celui-ci doit comprendre : le maréchal héréditaire (de) Carl Georg Riedesel zu Eisenbach (de), deux représentants des prélats, 5 représentants de la chevalerie (de), 8 représentants des villes et 5 de la paysannerie. Le parlement d'État exige un retour à l'ancienne constitution et rejette la politique financière. Malgré la dévaluation des obligations du royaume de Westphalie (de) et la restitution arbitraire des propriétés expropriées sous la domination française, la situation financière de l'électorat est mauvaise. Le parlement d'État refuse d'accommoder l'électeur sur les questions financières et est d'abord ajourné, puis dissous par un rescrit du 2 mai 1816.
Les délégués suivants participent au parlement d'État de 1815/16 :
| Curie                | Délégué                                          | Remarques |
| -------------------- | ------------------------------------------------ | --- |
| Maréchal héréditaire | Carl Georg Riedesel zu Eisenbach (de)            | comme président                                                                                                  |
| Prélats              | Friedrich von Heydwolff (de)                     | Chevalerie de l'abbaye de Kaufungen                                                                              |
| Prélats              | Georg Robert (de)                                | Université de Marbourg                                                                                           |
| Chevalerie           | Carl Otto Johann von der Malsburg (de)           | Cercle de Diemel                                                                                                 |
| Chevalerie           | Ernst von Baumbach (de)                          | Cercle de Fulda                                                                                                  |
| Chevalerie           | Karl Friedrich August von Dalwigk (de)           | Cercle de Schwalm                                                                                                |
| Chevalerie           | Franz Carl Ernst Wilhelm Rau von Holzhausen (de) | Cercle de Lahn                                                                                                   |
| Chevalerie           | Carl von Eschwege (de)                           | Cercle de Werra                                                                                                  |
| Villes               | Ludwig Stern (de)                                | Cassel |
| Villes               | Carl Ludwig Hast (de)                            | Marbourg et les villes du cercle de Lahn                                                                         |
| Villes               | George Neuber (de)                               | Comté de Katzenelnbogen                                                                                          |
| Villes               | Carl Wilhelm Rohde (de)                          | Hombourg et les villes du cercle de Schwalm                                                                      |
| Villes               | Hieronymus Kleinhans (de)                        | Wolfhagen et les villes du cercle de Diemel                                                                      |
| Villes               | Jonas Christoph Lutz (de)                        | Schmalkalden et les villes du cercle de Werra (après sa mort en 1816, Johann Christoph Vogeley (de) le remplace) |
| Villes               | Georg Heinrich Schröder (de)                     | Hersfeld et les villes du cercle de Fulda (après sa mort le 18 avril 1815 Arnold Sinning (de) le remplace)       |
| Villes               | Johann Caspar Schwieder (de)                     | Frankenberg et les villes du cercle de Lahn                                                                      |
| paysannerie          | David Ferdinand Schultz (de)                     | Cercle de Fulda                                                                                                  |
| paysannerie          | Johann Heinrich Lauer (de)                       | Cercle de Lahn                                                                                                   |
| paysannerie          | Friedrich Scheffer (de)                          | Cercle de Schwalm                                                                                                |
| paysannerie          | Christoph Schneider (de)                         | Cercle de Diemel                                                                                                 |
| paysannerie          | Christian Gottfried Vaupel (de)                  | Cercle de Werra                                                                                                  |

L'assemblée est une assemblée particulière : Hanau n'est pas représenté (historiquement, il n'y a pas d'États dans cette région), des États (de) séparés sont convoqués à Rinteln pour le comté de Schaumbourg,.
Hormis l'échec du parlement d'État de 1815/16, il n'y avait pas d'organe représentatif dans l'électorat restauré de Hesse et pas de constitution, bien que l'article 13 de l'Acte confédéral allemand exige l'établissement d'une constitution d'État. Aussi bien le prince électeur Guillaume Ier que son successeur Guillaume II rejettent le constitutionnalisme. Dans le contexte de la révolution de juillet 1830, des troubles éclatent en automne de cette année-là en électorat de Hesse. Des problèmes économiques et sociaux y jouent un rôle, en plus d'un mécontentement politique existant depuis longtemps. La relation inappropriée du prince électeur avec sa maîtresse contribue également aux protestations. Les troubles prennent une telle ampleur que la Confédération germanique planifie une intervention fédérale. Le prince électeur se voit contraint de convoquer une assemblée et d'accorder une constitution. Une assemblée constituante des États se réunit le 16 octobre 1830. La commission constitutionnelle est présidée par Sylvester Jordan (de). La nouvelle constitution entre en vigueur le 5 janvier 1831.

## Structure dans le Vormärz
La nouvelle constitution est l'une des plus progressistes de son époque. Le parlement monocaméral, au lieu des deux chambres habituelles, est exceptionnel. Le droit de vote est également remarquable : pour seize députés issus des villes et des communes, le droit de vote des hommes est totalement libre. Pour ces derniers, il n'y a pas de barrières censitaires. Le droit de vote passif reste toutefois limité. Les domestiques, les compagnons, les ouvriers et les professions comparables restent exclus de l'éligibilité.
Au total, le parlement est composé de 53 députés. Les princes de la maison régnante, les seigneurs, les prélats et les chevaliers ou leurs représentants disposent de 20 sièges. Les villes et l'Université de Marbourg disposent de 17 sièges. À cela s'ajoutent 16 sièges de représentants des paysans.
Conformément à l'article 63 de la Constitution, la Chambre est composée en détail de
- le prince de la maison électorale
- les chefs des familles nobles
- le maréchal héréditaire (de), c'est-à-dire l'aîné de la famille Riedesel (de)
- un des chefs de la chevalerie de l'abbaye de Kaufungen et Wetter
- un député de l'Université d'État de Marbourg
- un député chacun des cinq districts de la chevalerie de l'ancienne Hesse (de) (Diemel, Fulda, Schwalm, Werra et Lahn)
- un député de la chevalerie du comté de Schaumbourg
- un député de l'ancienne noblesse impériale dans les arrondissements de Fulda et Hünfeld
- un député de l'ancienne noblesse impériale et par ailleurs très riche de la province de Hanau
- 16 députés des villes à savoir
  - deux chacun de Cassel et Hanau
  - un chacun de Marbourg, Fulda et Schmalkalden
  - Hersfeld et Melsungen partagent un député. Hersfeld est autorisé à élire le député de deux parlements d'État, puis Melsungen pour un parlement d'État
  - un autre député est nommé de la même manière de Hersfeld et Melsungen et des villes de Lichtenau, Rotenburg, Sontra, Spangenberg et Waldkappel
  - un député à la fois
    - Rinteln, Obernkirchen, Oldendorf, Rodenberg et Sachsenhagen
    - Hofgeismar, Karlshafen, Grebenstein, Helmarshausen, Immenhausen, Liebenau, Naumburg, Trendelburg, Volkmarsen, Wolfhagen et Zierenberg
    - Homberg, Borken, Felsberg, Fritzlar, Gudensberg, Neukirchen, Niedenstein, Schwarzenborn, Treysa et Ziegenhain
    - Eschwege, Allendorf, Grossalmerode, Wanfried et Witzenhausen
    - Frankenberg, Amöneburg, Frankenau, Gemünden, Kirchhain, Neustadt, Rauschenberg, Rosenthal, Schweinsberg et Wetter
    - Hünfeld, Salmünster, Schlüchtern et Steinau
    - Gelnhausen, Bockenheim, Wächtersbach et Windecken
- 16 représentants des communes[4]

Le parlement doit approuver toutes les lois. Il a également le droit d'initiative législative, contrairement aux autres parlements d'État des États allemands. Le parlement a un droit budgétaire étendu ainsi que le droit de demander des informations sur les dépenses aux autorités. De plus, seul l'électorat de Hesse a le droit et même l'obligation de mettre en accusation les ministres si ceux-ci se sont rendus coupables d'une violation de la Constitution ; le prince électeur peut toutefois dissoudre le parlement et ainsi empêcher une mise en accusation des ministres.
Dans la réalité constitutionnelle, l'assemblée des États se transforme en un forum pour l'opposition. Représentant le peuple, il devient un contre-pouvoir aux gouvernements.

## Changements après 1848

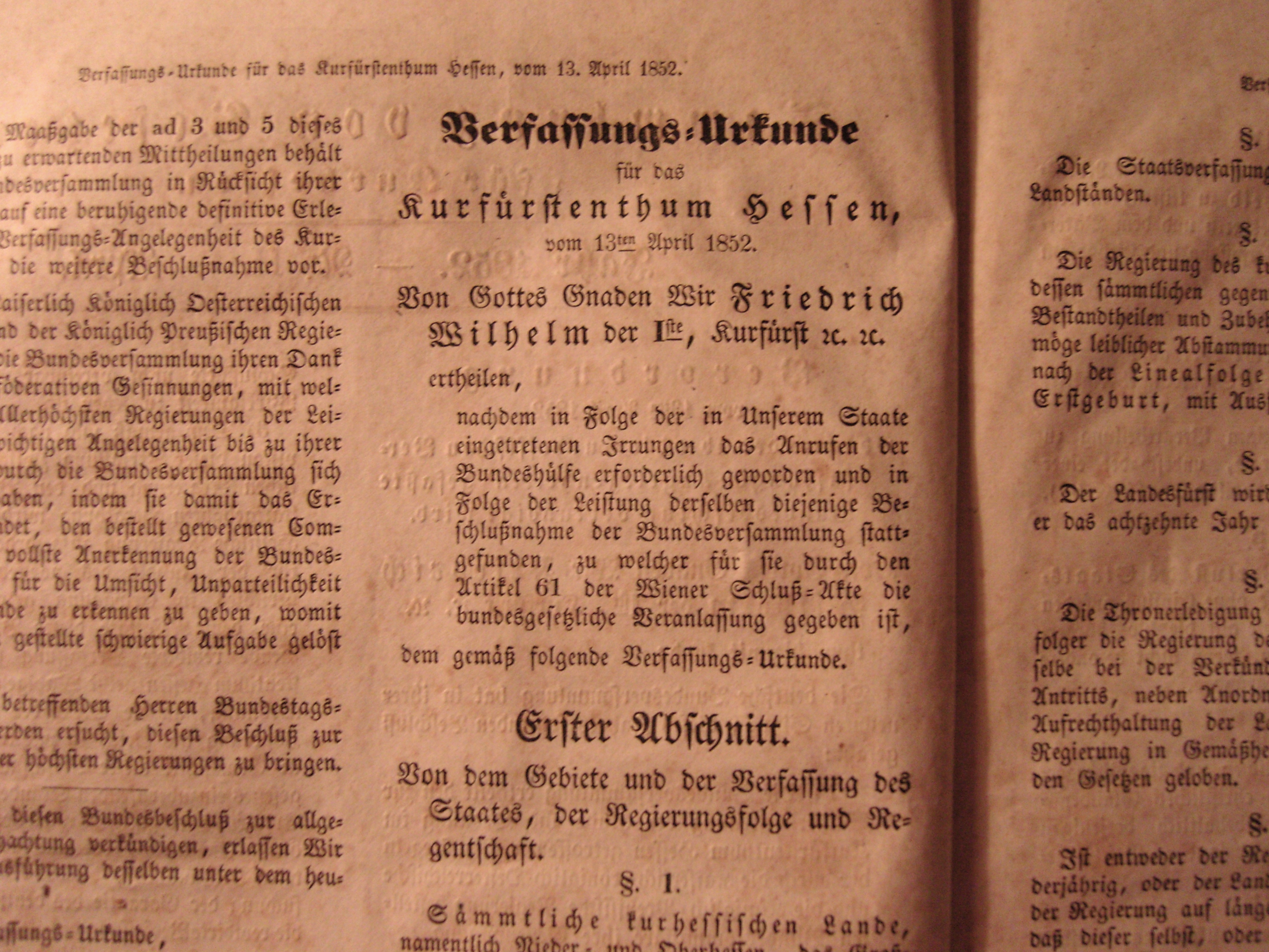
La seconde constitution électorale hesoisse du 13 avril 1852

La composition du parlement change avec l'abolition des privilèges lors de la Révolution de 1848-1849. Avec la loi électorale du 5 avril 1849, seize représentants des plus hauts contribuables remplacent les privilèges héréditaires de la noblesse.
Le parlement continue à être dominé par l'opposition même après la révolution. Cela conduit au conflit constitutionnel de l'électorat de Hesse (de) en 1850. D'autre part, il y a une intervention fédérale de la Confédération et l'occupation du pays par les soi-disant criminels bavarois (de).
Au moment de la réaction, une nouvelle constitution imposée est promulguée le 13 avril 1852. Un parlement bicaméral est ainsi introduit. Les princes, les chevaliers, les prélats et l'université de Marbourg siègient dans la nouvelle première chambre. Le parlement perd en outre en grande partie le droit d'initiative législative et le droit d'accusation des ministres et doit accepter des restrictions dans le droit budgétaire.
Mais même en dépit de l'influence exercée par les gouvernements sur les élections, l'Assemblée des États reste un foyer d'opposition. Cette situation se renforce après 1859, le parlement étant désormais dominé par les forces d'opposition organisées en groupes parlementaires. C'est ainsi que commence une agitation accrue pour le rétablissement de la Constitution de 1831 et des droits de l'Assemblée des Etats. Le gouvernement ne parvient pas à mettre fin à ce conflit profond malgré plusieurs dissolutions du parlement. Finalement, la Confédération intervient : en mars 1862, le Bundestag approuve une motion austro-prussienne selon laquelle l'ancienne constitution doit être rétablie, à l'exception des articles contraires à la Confédération. La Prusse menace le gouvernement réticent de l'électorat de Hesse d'une occupation militaire. Les troupes prussiennes se trouvent déjà à la frontière. L'électorat de Hesse cède . Cependant, la majorité de la chambre et le gouvernement continuent à s'affronter en tant que parties en conflit jusqu'à la fin de l'État en 1866.

## Présidents
| Législature                      | Président                                                | Mandat                  | Annotation |
| -------------------------------- | -------------------------------------------------------- | ----------------------- | --- |
| Parlement d'État de Hesse-Cassel | Carl Georg Riedesel zu Eisenbach (de)                    | 1815/1816               | Du 15 février 1816 au 10 mai 1816, il se fait représenter par Friedrich Wilhelm von Heywolff.                                  |
| Parlement constituant            | August Riedesel zu Eisenbach (de)                        | 1830                    | comme maréchal héréditaire (de)                                                                                                |
| 1re                              | Burkhard Wilhelm Pfeiffer (de)                           | 1831                    | Son mandat ayant été invalidé, il est destitué. Il est confirmé lors de l'élection partielle, mais il est alors simple député. |
| 1re                              | Friedrich von Trott zu Solz (de)                         | Mai 1831-1832           | devient ministre |
| 1re-2e                           | Ludwig von Baumbach-Ropperhausen (de)                    | 1832-1833               | |
| 3e-5e                            | Karl Schomburg                                           | 1833-1838               | |
| 6e                               | Ludwig Schwarzenberg (de)                                | 1838                    | |
| 7e-8e                            | Moritz von Baumbach (de)                                 | 1839-1844               | |
| 9e                               | Friedrich Nebelthau (de)                                 | 1846-1846               | |
| 10e                              | Friedrich Heinrich Ludwig Wilhelm von Trott zu Solz (de) | 1847-mars 1848          | |
| 10e                              | Ludwig von Baumbach zu Kirchheim (de)                    | 1848                    | |
| 11e-12e                          | Ludwig Schwarzenberg (de)                                | novembre 1848-juin 1850 | |
| 13e                              | Karl Theodor Bayrhoffer (de)                             | 1850                    | |
| 14e (1re chambre)                | Ferdinand von Schutzbar (de)                             | 1852-1854               | |
| 15e (1re chambre)                | Ludwig Riedesel zu Eisenbach (de)                        | 1855-1857               | |
| 16e-18e (1re chambre)            | Ferdinand von Schutzbar (de)                             | 1858-1861               | |
| 14e (2e chambre)                 | Friedrich Scheffer (de)                                  | 1852-1854               | |
| 15e-16e (2e chambre)             | Georg Zuschlag (de)                                      | 1855-1860               | |
| 17e-20e (1re chambre)            | Friedrich Nebelthau (de)                                 | 1860-1862               | |
| 21e                              | Friedrich Nebelthau (de)                                 | 1862-1866               | |